# Paryphanta traversi
Paryphanta traversi é uma espécie de gastrópode  da família Paryphantidae.
É endémica da Nova Zelândia.